# Giro dell'Appennino 1972
Il Giro dell'Appennino 1972, trentatreesima edizione della corsa, valido come campionato nazionale in linea, si svolse il 25 giugno 1972, su un percorso di 248 km. La vittoria fu appannaggio dell'italiano Felice Gimondi, che completò il percorso in 6h27'43", precedendo i connazionali Franco Bitossi e Michele Dancelli.
I corridori che partirono furono 70, mentre coloro che tagliarono il traguardo di Pontedecimo furono 30.

## Ordine d'arrivo (Top 10)
| Pos. | Corridore           | Squadra     | Tempo    |
| ---- | ------------------- | ----------- | -------- |
| 1    | Felice Gimondi      | Salvarani   | 6h27'43" |
| 2    | Franco Bitossi      | Filotex     | a 54"    |
| 3    | Michele Dancelli    | Scic        | s.t.     |
| 4    | Wladimiro Panizza   | Zonca       | a 56"    |
| 5    | Giovanni Cavalcanti | Filotex     | a 1'06"  |
| 6    | Mario Lanzafame     | G.B.C.-Sony | s.t.     |
| 7    | Wilmo Francioni     | Sammontana  | a 1'26"  |
| 8    | Italo Zilioli       | Salvarani   | s.t.     |
| 9    | Silvano Schiavon    | G.B.C.-Sony | a 1'30"  |
| 10   | Fabrizio Fabbri     | Magniflex   | s.t.     |